# 724. pehotni polk (Wehrmacht)
Za druge 724. polke glejte 724. polk.
724. pehotni polk (izvirno nemško Infanterie-Regiment 724) je bil eden izmed pehotnih polkov v sestavi redne nemške kopenske vojske med drugo svetovno vojno.

## Zgodovina
Polk je bil ustanovljen 16. aprila 1941 kot polk 15. vala na področju WK IV iz nadomestnih enot za potrebe zasedbenih nalog v Srbiji; polk je bil dodeljen 704. pehotni diviziji.
15. oktobra 1942 je bil polk preimenovan v 724. grenadirski polk.